# Rudná pod Pradědem
Rudná pod Pradědem là một làng thuộc huyện Bruntál, vùng Moravskoslezský, Cộng hòa Séc.